# Ljudevit Pivko
Ljudevit Pivko (Nova Vas, 17 agosto 1880 – Maribor, 29 marzo 1937) è stato un insegnante, patriota e ufficiale sloveno.

## Biografia
Nacque a Nova Vas, presso San Marco (oggi Markovci), un paese dell'attuale Slovenia, il 17 agosto 1880. In seguito agli studi superiori a Varaždin in Croazia frequentò le scuole a Praga, Cracovia, Vienna, Francoforte e infine a Maribor, luogo in cui, contemporaneamente alla conclusione del suo percorso di studi, insegnò e visse fino alla sua morte. 
In lui convissero due ideali opposti: una forte tendenza nazionalistica, manifestata fin dalla giovane età, che lo portò a partecipare al movimento patriottico sloveno Sokol e ideali cosmopoliti, tipici del ceto medio austro-ungarico.
Dopo aver partecipato alla Grande guerra, si ritirò a Maribor, dove si stabilì fino alla morte, avvenuta per malattia nel 1937.

### Partecipazione alla prima guerra mondiale (1914-1918)

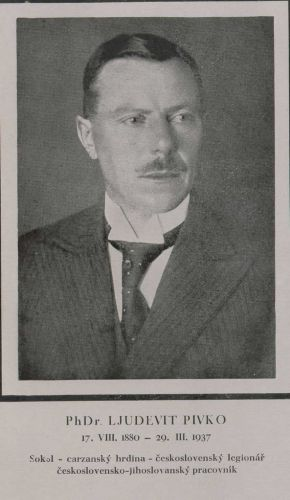

Nell'estate del 1917, il tenente Pivko comandò il V Batt./ 1º Reggimento bosniaco, nel settore di Carzano.
L'ufficiale austro-ungarico raggiunse la trincea italiana insieme ai suoi compagni, con lo scopo di conferire con l'ufficiale maggiore dei servizi segreti, Cesare Pettorelli Lalatta, noto come Finzi (cognome usato fino al 1922).
Varie furono le volte in cui Pivko si ritrovò a prendere, insieme a Finzi, accordi di diserzione.
Pivko intendeva neutralizzare il battaglione bosniaco; lo fece drogando tutti i soldati presenti nel gruppo, con lo scopo di consentire agli italiani di avanzare lungo la Valsugana e di giungere fino a Trento. Fece così aggiungere dell'oppio nel rancio serale dei soldati austro-ungarici, in modo che non potessero reagire all'azione italiana.
Tuttavia questa opportunità, che potenzialmente avrebbe potuto portare all'isolamento di un'intera armata, non si concretizzò a causa delle insicurezze e dei tentennamenti da parte dell'esercito italiano.
Nell'autunno del 1917, a seguito del fallimento del cosiddetto "Sogno di Carzano", la maggior parte dei congiurati austro-ungarici, che erano di etnia ceca e slovacca, tra cui lo stesso Pivko, che invece era sloveno, trovarono rifugio nelle linee italiane, costituendo, con il nome di “reparto verde”, il primo nucleo italiano delle Legioni cecoslovacche. Gli uomini consegnatisi, in una prima fase, erano considerati prigionieri di guerra con uno status particolare che permetteva loro di muoversi liberamente, usare le ferrovie e ricevere un contributo finanziario.